# Hôtel de Schönborn
L’Hôtel de Schönborn est une construction de style baroque tardif, au centre historique de Mayence.

## Famille Schönborn
L'hôtel particulier de Schönborn fut bâti par la puissante famille mayençaise des Schönborn qui donna à l'électorat nombre de grands prince électeurs, des hommes d’Église et fonctionnaires. C’est un évêque de la famille Schönborn qui, pour la première fois en Allemagne, s’éleva contre la coutume qui consistait à brûler de temps en temps des femmes accusées de sorcellerie. Il s'agissait d'un tout premier pas vers une séparation de l’Église et de l’autorité temporelle.

## Construction
La construction du palais débute pendant le règne du prince-électeur Johann Philipp von Schönborn en 1668. Les travaux sont confiés à son frère, le magistrat Philipp Erwein von Schönborn, conseiller privé mayençais. L'architecte est Clemens Hinkh. Il est assisté par l'architecte familial Christophe Dientzenhofer. S'inspirant de ses contemporains Johann Balthasar Neumann et Edmund Rokoch, créateur des maisons de Marienberg (d'après la maison de l'empereur du Saint-Empire). On remarque des pignons à volutes caractéristiques de l'époque.

## Architecture
Le plan est rectangulaire avec un jardin français. 
Déjà en 1706 des premiers agrandissements du bâtiment ont eu lieu et en 1773 le complexe dit « Wichernhaus » a été complété. Après la proclamation de République cisrhénane en 1798, le palais fut une caserne et un hôpital.

## Le jardin
Le jardin de l'hôtel est aménagé en terrasses. C'est un jardin à la française décoré de nombreux jeux d'eau, sculptures, putti, vases, mosaïques et un pavillon. Pourvu de magnifiques jardins, l'hôtel est un exemple pour la culture des jardins avec un bel arrangement des parterres. L'aquatintiste Nikolas Person décrit le jardin vers 1700, dans sa Novi architecturae apeculi.
Les installations du jardin, ont été abandonnées en 1863 pour la construction d'un magasin aux vivres voisin et la Prinz-Carl-Caserne. En été 2002, on a trouvé une installation de puits baroque, un dernier reste du jardin, à côté du Proviantmagazin.

### La salle cinéma
L'association mayençaise du cinéma de la ville a ouvert en octobre 1994 un cinéma communal sous le nom de "CinéMayence", dont une salle servait déjà de salle de projection dans le palais dans les années 1950. Les étroites relations spatiales se sont très vite transformées en étroites relations amicales, avec des effets de synergie, positives et variées.
Le film français est aujourd'hui un élément important du programme de CinéMayence et enrichit le panel d'offre de la Maison de France.

## La Seconde Guerre mondiale
Au cours de la Seconde Guerre mondiale, l'hôtel de Schönborn a été fortement endommagé. L’intérieur des appartements a été complètement détruit, mais restauré en 1951.
Après la guerre, les Français ont fixé la capitale du Land de Rhénanie-Palatinat à Mayence, ils ont imposé la renaissance de l'université Johannes Gutenberg. Le 26 juin 1951, le directeur général des Affaires Culturelles, Raymond Schmittlein, et le curateur de l'université Gutenberg de Mayence, Fritz Eichholz, signèrent un contrat qui stipule que " le Haut Commissaire de la République française en Allemagne (...) prend en charge les coûts de reconstruction du bâtiment Schönborner Hof suivant les dispositions prises entre le Haut Commandement français en Allemagne et l'Université Gutenberg de Mayence. L'Université laisse à disposition de l'Institut français de Mayence les pièces de ce bâtiment pour toute la durée de l'existence de l'Institut."
L'Institut français contribua massivement à la dénazification et à la démocratisation de la ville. 

## Aujourd’hui
L'hôtel de Schönborn abrite la Maison de France de Mayence, avec la salle de cinéma. La manière de vivre, la taille et le caractère des deux métropoles Mayence et Dijon appellent de nombreuses similitudes qui permettent aux citoyens et aux citoyennes d'entretenir et de soigner d'innombrables contacts.